# Wild Side (песня)
«Wild Side» — песня, записанная американской певицей Нормани при участии рэперши Карди Би. Она была выпущена на лейблах RCA Records и Keep Cool Records в качестве сингла 16 июля 2021 года, песня также стала первым собственным синглом Нормани со времён «Motivation» 2019 года. По слухам, она станет лид-синглом с её предстоящего дебютного студийного альбома. В песне содержится семпл из сингла Алии 1996 года «One in a Million».

## Предыстория и релиз
Ранее обе исполнительницы уже работали вместе, Нормани снялась в видеоклипе на песню Карди Би «WAP» в августе 2020 года. После спекуляций о сотрудничестве между двумя, 12 июля 2021 года Нормани архивировала все посты в Instagram, кроме одного, намекая на своё возвращение. На следующий день Карди Би заявила, что у неё есть «маленький секрет», который она должна рассказать своей аудитории. 14 июля Нормани подтвердила название, дату выхода и обложку совместного сингла на своих соответствующих страницах в социальных сетях.

## Музыкальное видео
Официальное музыкальное видео было снято украинским клипмейкером Таней Муиньо, оно было выпущено на YouTube 16 июля 2021 года. Музыкальное видео было поставлено хореографом Шоном Бэнкхедом.

## Чарты
| Чарт (2021)                           | Высшая позиция |
| ------------------------------------- | -------------- |
| Великобритания (OCC UK Singles)       | 49             |
| Великобритания (OCC UK Hip Hop/R&B)   | 16             |
| Ирландия (IRMA)                       | 77             |
| Новая Зеландия (RMNZ Hot Singles)     | 6              |
| США (Billboard Hot 100)               | 14             |
| США (Billboard Hot R&B/Hip-Hop Songs) | 4              |
| США (Billboard Pop Airplay)           | 37             |
| США (Billboard Rhythmic)              | 33             |
| США (Rolling Stone Top 100)           | 10             |

## История релиза
| Регион | Дата         | Формат                      | Версия   | Лейбл                          | Прим.  |
| ------ | ------------ | --------------------------- | -------- | ------------------------------ | ------ |
| Мир    | 16 июля 2021 | Цифровая загрузка, стриминг | Оригинал | RCA Records, Keep Cool Records | [ 3 ]  |
| США    | 20 июля 2021 | Contemporary hit radio      | Оригинал | RCA                            | [ 22 ] |
| США    | 20 июля 2021 | Rhythmic contemporary radio | Оригинал | RCA                            | [ 23 ] |
| США    | 20 июля 2021 | Urban contemporary radio    | Оригинал | RCA                            | [ 24 ] |
| Мир    | 23 июля 2021 | Цифровая загрузка, стриминг | Extended | RCA Records, Keep Cool Records | [ 25 ] |